# Arca de letras y Teatro universal
El Arca de letras y Teatro universal es un libro del franciscano venezolano fray Juan Antonio Navarrete. Se trata de una obra monumental, difícil de clasificar, con una estructura sumamente compleja, múltiples anotaciones y referencias a otras obras de su autoría, así como de diversos autores. Es de alguna forma una enciclopedia o diccionario que compila el saber existente de esa época.

## Contenido
En el Arca de letras, Navarrete conjuga con gran habilidad erudición y lexicografía. Su técnica lexicográfica se expresa en las numerosas anotaciones donde brinda brinda a sus posibles lectores la posibilidad de interpretar diversas obras, que han sido compiladas por él producto de una profunda investigación y meditación.
El Arca de letras trata diversos temas, entre los que resaltan los ángeles, las visiones, los monstruos, los demonios, las letras, la medicina, la geografía, la astronomía, los metales, los juegos de azar y de adivinación del futuro.
En una época en que la Inquisición ejercía su poder, Navarrete hace notar que "yo no escribo sino para mi utilidad"  y "yo no escribo para otros, si no apuntes para mi", de forma de asentar lo inocuo de su tarea. Navarrete se manifiesta partidario de la independencia y de una universidad abierta al saber.
Navarrete maneja una bibliografía extensísima, que incluye clásicos greco-latinos como Aristóteles, Platón, Boecio, Plinio el Joven, Plinio el Viejo, Eusebio de Cesárea, Flavio Josefo, Plauto, Cicerón, Terencio, Ovidio, Macrobio, Quinto Curcio, Quintiliano, Aulo Gelio, Horacio, Juvenal, Lactancio, Casiodoro, entre otros.
También cita obras más contemporáneas como el Gran Diccionario de Louis Moréri, el Diccionario Geográfico de Juan Pérez de la Serna, o el Diccionario Histórico del padre dominico Augustin Calmet, o a historiadores de Venezuela como José Gumilla, José de Oviedo y Baños, Bartolomé de las Casas, Juan de Solórzano y Pereira, o Antonio de Alcedo. También se refiere a menudo a la Historia de España, de Juan de Mariana, o a la España Sagrada del padre Enrique Flórez.

## Estructura
La obra se encuentra dividida en dos partes:
- La primera parte consiste en una especie de diccionario o enciclopedia en orden alfabético, en donde trata diversos temas que van desde tratamientos a enfermedades; anécdotas sobre fantasmas, ángeles, demonios y monstruos; hasta referencias geográficas e historiográficas, o reflexiones filosóficas y teológicas.
- La segunda parte es más compleja, puesto que reúne juegos inventados por el autor, diversos catálogos, e incluso una crónica sobre los eventos más importantes acaecidos en su época. Se encuentra dividido en las siguientes partes:
  - El Juego de la Paz y de la Guerra [Folios 253 a 255]
  - Tratado Curioso de la Rueda de la Fortuna [Folios 256 a 260]
  - Libro de Hipócrates escrito a Perdicas, Rey de Macedonia [Folios 262 a 264]
  - Puntero Astronómico [Folios 265 a 273]
  - Libro Único en que se apuntan las cosas notables de este siglo XVIII y XIX [Folios 274 a 283]
  - Bando Real y Supremo [Folios 284 a 290]
  - Suplemento a los dos Abecedarios [Folios 291 a 324]
  - Tabla Terenciana [Folios 326 a 327]
  - Poesía Extraordinaria [Folio 328]
  - Tabla Retórica [Folios 329 a 334]
  - Tabla Acentuaria [Folio 334]
  - Tabla Poética [Folios 335 a 337]
  - Diccionario de algunos términos usados de Filósofos, Astrólogos, Políticos, Médicos, etc. [Folios 338 a 402]
  - Catálogo de los Padres y Escritores más principales [Folio 403]
  - Trique Explicado en el Folio 395 [Folio 403]

## Historia del manuscrito y ediciones

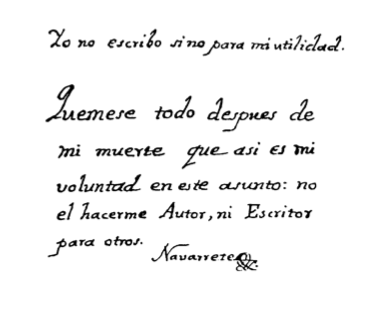
Fragmento del Arca de letras y Teatro universal, de fray Juan Antonio Navarrete.

Navarrete empezó a escribir su Arca de letras y Teatro universal a finales del siglo XVIII. 
La Biblioteca Nacional de Venezuela data el manuscrito de 1783, sin embargo, por las menciones al proceso de independencia de Venezuela, sabemos que estuvo escribiendo el Arca de letras hasta al menos 1813.
La obra fue recuperada por el filósofo hispano-venezolano Juan David García Bacca, quien en 1954 publica algunos fragmentos del Arca de letras en su obra Antología del pensamiento filosófico venezolano.
En 1962, el compositor y musicólogo José Antonio Calcaño, miembro de la Academia Nacional de la Historia de Venezuela, lleva a cabo una primera edición, que consistió en fragmentos de la obra, acompañados por un estudio preliminar.
En 1993, Blas Bruni Celli edita el texto íntegro, publicado en dos volúmenes por la Academia Nacional de la Historia de Venezuela.

## Legado
La obra ha sido objeto de numerosos estudios, incluyendo de los escritores Enrique Bernardo Núñez y José Balza. Algunos de los textos contenidos en el Arca de letras son considerados por autores como José Balza o Violeta Rojo como verdaderos antecedentes del microrrelato.
Para José Balza y para Roberto Lovera de Sola, también se trata de una de las obras pioneras del ensayo, pues este género comienza en Venezuela con autores como Nicolás de Herrera y Ascanio, con Lágrimas amorosas y los textos de Alfonso Briceño desde el siglo XVII, tradición que continuará con los diarios Francisco de Miranda y el Arca de letras de Navarrete en el siglo XVIII.